# Georges Carrier
Georges Raymond Carrier (Parigi, 4 settembre 1910 – Saint-Thibault-des-Vignes, 5 maggio 1993) è stato un cestista francese.

## Carriera
Giocatore del CS Plaisance di Parigi, ha disputato 4 partite con la Francia dal 1934 al 1936. Alle Olimpiadi 1936 è sceso in campo contro l'Estonia.